# Annette Huber-Klawitter

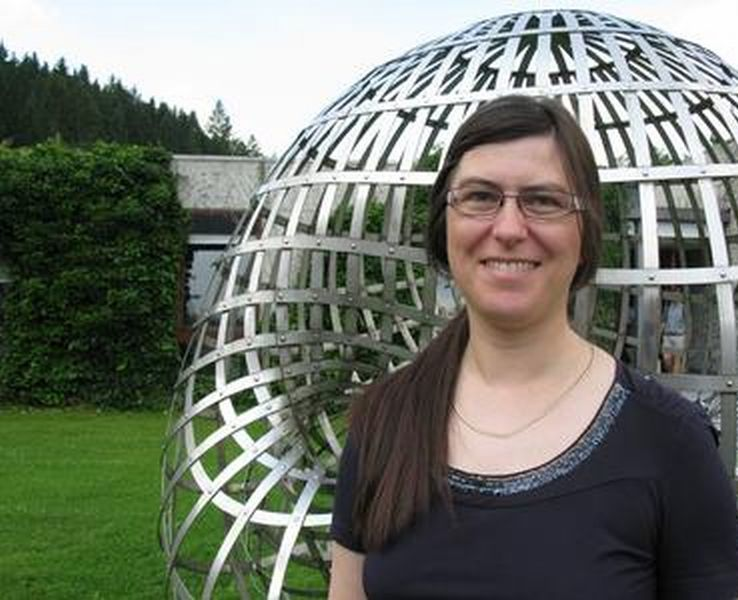
Annette Huber-Klawitter, 2009

Annette Huber-Klawitter geborene Huber (* 23. Mai 1967 in Frankfurt am Main) ist eine deutsche Mathematikerin, die sich mit arithmetischer Geometrie und Zahlentheorie beschäftigt.
Huber-Klawitter gewann als Gymnasiastin des Adolf-Reichwein-Gymnasiums in Heusenstamm 1984, 1985 und 1986, also dreimal hintereinander, den Bundeswettbewerb Mathematik. Sie studierte ab 1986 Mathematik an der Goethe-Universität Frankfurt am Main, der Cambridge University und ab 1990 der Westfälischen Wilhelms-Universität in Münster, wo sie 1994 bei Christopher Deninger „summa cum laude“ promovierte (Realisierung von gemischten Motiven in derivierten Kategorien und ihre Kohomologie) und sich 1999 habilitierte. 1995/96 war sie an der Universität Berkeley. 2000 wurde sie Professorin an der Universität Leipzig. Seit 2008 ist sie Professorin an der Albert-Ludwigs-Universität Freiburg.
Sie beschäftigte sich mit arithmetischer Geometrie im Umfeld der Bloch-Kato-Vermutungen.
1996 erhielt sie den EMS-Preis und 1995 den Heinz-Maier-Leibnitz-Förderpreis. 2002 war sie Gastrednerin auf dem Internationalen Mathematikerkongress in Peking (Equivariant Bloch-Kato conjecture and non-abelian Iwasawa Main Conjecture, mit Guido Kings).
Seit 2008 ist sie Mitglied der Leopoldina und Fellow der American Mathematical Society. 

## Schriften
- Mixed Motives and their realization in derived categories, Lecture notes in Mathematics 1604, Springer 1995.
- mit J. Wildeshaus: Classical motivic polylogarithm according to Beilinson and Deligne. Doc. Math. 3 (1998), 27–133.
- mit G. Kings: Degeneration of l-adic Eisenstein classes and of the elliptic polylog. Invent. Math. 135 (1999), no. 3, 545–594.
- Was wir über Gleichungen vom Grad 3 (nicht) wissen: Elliptische Kurven und die Vermutung von Birch und Swinnerton-Dyer, in Katrin Wendland, Annette Werner (Herausgeber) Facettenreiche Mathematik. Einblicke in die moderne mathematische Forschung für alle, die mehr von Mathematik verstehen wollen, Vieweg/Teubner 2011, S. 215–236.
- mit Stefan Müller-Stach: Periods and Nori motives. Springer, Ergebnisse der Mathematik und ihrer Grenzgebiete, 2017.